# Lapin Puikula
Lapin Puikula est le nom d'une appellation d'origine protégée reconnue par l'Union européenne qui s'applique à une production de pommes de terre de Laponie en Finlande.
Cette appellation a été officialisée par le Règlement (CE) nº 123/97 de la Commission du 23 janvier 1997.
La variété concernée, appelée 'Lapin Puikula', est une pomme de terre farineuse à chair jaune très utilisée dans la cuisine traditionnelle lapone. Cette variété serait cultivée traditionnellement dans les régions septentrionales de la Scandinavie et serait synonyme de la 'Mandel Potatis' (pomme de terre amande) suédoise, le qualificatif d'amande se référant à la forme générale du tubercule ; en finnois puikula signifierait « de forme ovale ».
Cette variété, comme toutes les variétés traditionnelles, est très sensible au mildiou et au virus Y.
La zone de production est la province de la Laponie (Lapin maakunta)